# 希利角
71°22′S 60°58′W / 71.367°S 60.967°W
希利角（英語：Cape Healy），是南極洲的海岬，位於帕爾默地東岸，處於盧普盧灣入口處北面，在1940年由美國探險隊發現，現時由南極條約體系管理。